# ایستوک
ایستوک (به صربی: Исток) شهری در منطقه پچ کشور کوزوو است که در سرشماری سال ۲۰۱۱ میلادی، ۳۹٬۲۹۴ نفر جمعیت داشته‌است.